# Bugmobile Company of America
Bugmobile Company of America war ein US-amerikanischer Hersteller von Automobilen.

## Unternehmensgeschichte
Das Unternehmen wurde im Juli 1907 in Chicago in Illinois gegründet. 1908 begann die Produktion von Automobilen. Der Markenname lautete Bugmobile. 1909 endete die Produktion.

## Fahrzeuge
Im Angebot standen Highwheeler. Mit den großen Rädern waren sie gut für die damaligen schlechten Straßen geeignet. Alle Fahrzeuge hatten Zweizylindermotoren und waren als Runabout karosseriert. Im ersten Jahr leistete der Motor 12 PS, danach 15 PS. 1908 gab es das Model A mit 173 cm Radstand und das Model B mit 193 cm Radstand.
1909 stand nur das Model C im Sortiment. Sein Fahrgestell hatte 193 cm Radstand.

## Modellübersicht
| Jahr | Modell  | Zylinder | Leistung (PS) | Radstand (cm) | Aufbau   |
| ---- | ------- | -------- | ------------- | ------------- | -------- |
| 1908 | Model A | 2        | 12            | 173           | Runabout |
| 1908 | Model B | 2        | 12            | 193           | Runabout |
| 1909 | Model C | 2        | 15            | 193           | Runabout |